# 超大型望遠鏡VLT
VLT(Very Large Telescope)はヨーロッパ南天天文台がチリ・パラナル天文台に建設した、口径8.2mの望遠鏡4台の総称。紫外線から中間赤外線までの波長の電磁波を観測し、4台を光ファイバーで結合して干渉計として運用することも可能である。

## 概要
4台の口径8.2m望遠鏡をUnit Telescope(UT)と呼ぶ。1998年5月に1台目の望遠鏡がファーストライト。その後2000年までに残り3台が完成し、それぞれAntu、Kueyen、Melipal、Yepunという名前が与えられた。これはチリの先住民であるマプチェ族の言葉で太陽、月、南十字星、金星という意味を持っている。4台の望遠鏡にはそれぞれ3種類の観測装置が備えられており、さらに4台を結合して干渉計として使う際に使用される観測装置が3種類設置されている。また、望遠鏡を格納するドームはすばる望遠鏡の場合と同様、大気のゆらぎを抑えるために円筒形をしている。

## 観測装置
- FORS1/2 可視光領域での撮像/低分散分光装置
- ISAAC 波長1～5マイクロメートルの近赤外線撮像/分光装置
- UVES 波長300nm～1100nmの紫外線～近赤外線高分散分光装置
- NACO 補償光学装置
- VIMOS 多天体低分散分光撮像装置
- FLAMES 多天体高分散分光装置
- VISIR 中間赤外線撮像分光装置
- SINFONI 補償光学装置と組み合わせて使用する近赤外線分光装置
- CRIRES 近赤外線高分散分光装置
- HAWK-I 広視野近赤外線撮像装置
- ESPRESSO 高精度高分散分光器

## 干渉計としての働き
4台の望遠鏡を光ファイバーで繋ぎ、VLT干渉計(VLT Interferometer: VLTI)として使用することがある。これにより、実質口径130メートルの望遠鏡として動作させることができる。これはそれぞれの望遠鏡を単独で使うよりも25倍空間分解能の良い観測ができることを意味している。また、4台の望遠鏡のほかに口径1.8m望遠鏡からなるVLT干渉計補助望遠鏡(AT)を用いることで、より質の良い画像を得ることができる。

### 学問・技術
- 天文学
- 天文台 - ヨーロッパ南天天文台

### 施設
- 天体望遠鏡